# Gerard ter Borch
Gerard ter Borch (Terborch) (født 1617 i Zwolle, død 1681 i Deventer) var en hollandsk maler, var elev af sin far Gerard (af hvem der kun kendes enkelte tegninger), videre uddannet i Amsterdam og hovedsagelig i Haarlem (hvor han 1635 blev medlem af Sankt Lukasgildet) under indflydelse af Frans Hals og som elev af Pieter de Molijn. I den fine kunstneriske kultur, hans kunst bærer vidne om, spores endvidere påvirkning fra Rembrandt, fra spansk kunst (Diego Velázquez) og spansk portrætmæssig hofstil, som ter Borch omsatte til mere miniaturmæssig holbein’sk. Efter længere rejser i England (1635), i Tyskland i Münster under Fredskongressen 1646—48, Italien, Spanien (hidkaldt af den spanske gesandt) og Frankrig nedsatte han sig i Deventer (Borgerret 1655).
ter Borch er hollandsk portrætkunsts og genrekunsts fineste og fornemste repræsentant. Hverken dyb eller særlig omfattende er han på sit lille begrænsede område en fuldendt mester. Med en tegning af den højeste finhed og ynde forbinder han en farvesamklang, hvis diskrete skønhed er uforlignelig i sin milde, sølvgrå harmoni; hertil kommer et malerisk foredrag af den mest udsøgte delikatesse — uovertræffelig er således hans mesterskab i gengivelsen af silke og atlask. Men for gengivelsen af stofferne glemmer han hverken i sine portrætter eller i sine genrebilleder det menneskelige. Er hans personer end aldrig stærkt agerende, hverken legemligt eller sjæleligt, så er de dog i deres stilfærdige og forbeholdne tilbagetrukkenhed både levende og karaktertro, og der er måske ingen kunstner, der så fint som ter Borch har haft øje for, hvordan udtrykket falder til ro i et ansigt, når personen er optaget af et eller andet, en dame, der musicerer eller skræller et æble, og så fremdeles. Både i bogstavelig og i overført betydning befinder man sig i ter Borchs kunst i det bedste selskab. 

## Galleri
- Sendebuddet Adriaan Pauws indtog i Münster, ca. 1646.
- Fredskongressen i Münster 1648, 1648
- Faderlig formaning, ca. 1654-1655
- Brevet, ca. 1655
- Koncerten, ca. 1655
- Den brevskrivende officer, mellem 1633 og 1666
- En kvinde spille en teorbe for to mænd, ca. 1667–1668

## Familie
Af ter Borchs søskende der dyrkede kunsten, er der grund til at nævne broren Moses ter Borch (født ca. 1645), der faldt som søofficer i krigen mod englænderne 1667. Hans kridttegninger (portrætter i Dresden, Amsterdam) står på højde med Gerard ter Borchs bedste ting; i Rijksmuseet i Amsterdam et studiehoved.